# Tiago Fabri

Tiago Fabri (Serra Negra, 6 de enero de 1986) es un periodista y presentador brasileño.

## Biografía
Tiago Fabri es periodista, presentador y youtuber, estando formado en periodismo y también en marketing. Creador del blog de cultura pop Virou Festa, que en 2015 se convirtió en el canal Virou Festa TV, uno de los canales de entretenimiento más populares de Brasil, está casado con el publicista Alexandre Duarte. En 2018 fue presentador de los BreakTudo Awards 2018, y forma parte del programa El Mejor de la Tarde de la Rede Bandeirantes.
En el caso de Alexandre, se convirtió en comentarista del reality show Big Brother Brasil 19 de la Rede Globo.

## Filmografía
| Año  | Título            | Personaje | Nota(s)     |
| ---- | ----------------- | --------- | ----------- |
| 2015 | Virou Festa       | Él mismo  | Presentador |
| 2018 | BreakTudo Awards  | Él mismo  | Presentador |
| 2019 | O Melhor da Tarde | Él mismo  | Presentador |